# Tulajdonjog
A tulajdonjog a legteljesebb dologi jog, a "legfőbb hatalom" a dolog fölött. A tulajdonjog alatt legtöbbször az ingatlanok tulajdonjogát értjük, amely magában foglalja a birtoklás jogát is. A tulajdonjogban foglalt részjogosítványokat kimerítően nem lehet felsorolni, de nevesíteni szokás a következőket: a birtoklás joga (ius possidendi), a használat joga (ius utendi), a hasznosítás, másképpen gyümölcsöztetés joga (ius fruendi), az elhasználás, átalakítás, megsemmisítés joga (ius disponendi de substantia), az elidegenítés és megterhelés joga (ius alienandi), a tulajdonról való lemondás joga (ius derelinquendi). Utóbbi háromról együtt mint rendelkezési jogról (ius disponendi) is szokás beszélni.
A használat és a hasznosítás joga közötti különbség érzékeltetésére: a tulajdonos használja a dolgát, ha például maga lakik a lakásában, de hasznosítja azt, ha bérbe adja és bérleti díjat szed. (A bérleti díj ún. polgári gyümölcs, fructus civilis.) A használat joga mint a tulajdonjog egy részjogosítványa nem összetévesztendő a használattal mint a személyes szolgalmak egyikével.
Megterhelés alatt a korlátolt dologi joggal való megterhelést kell érteni.
A tulajdonjog tartalma: birtoklás és birtokvédelem; használat és hasznok szedése; terhek viselése; szomszédjogok; tulajdonjog korlátozása; jóhiszemű túlépítés; rosszhiszemű túlépítés; rendelkezési jog; védelem.

## A magyar jogrendben
A magyar jogrendben a tulajdonjogra vonatkozó előírásokat a  2013. évi Polgári Törvénykönyv Ötödik Könyve szabályozza. Ettől bizonyos mértékig eltérő fogalomkör az ingatlanokra vonatkozó jogok összessége, amelyet külön törvény szabályoz. Jelenleg az 1997. évi CXLI. törvény (az ingatlan-nyilvántartásról, egységes szerkezetben a végrehajtásáról szóló 109/1999. (XII. 29.) FVM rendelettel) hatályos.

## Tulajdonjog fenntartás
Ingatlaneladás során, amíg a vevő nem fizette ki a teljes vételárat, addig az eredeti tulajdonos fenntarthatja tulajdonjogát, tehát továbbra is az ő birtokában marad az ingatlan. A teljes vételár kiegyenlítése után kerülhet sor a tulajdonjog bejegyzésére, melyhez az eladónak külön okiratban hozzá kell járulnia. Lehetséges azonban, hogy az eladás tényét (de nem a tulajdonjog átszállását) a tulajdoni lapon bejegyezzék, ami innentől kezdve hitelesen fogja tanúsítani az eladás tényét.